# Gasometro

Schema semplificato del principio di un gasometro a campana

Un gasometro (anche gassometro o gazometro) è una struttura teorizzata nel 1789 dal chimico francese Antoine-Laurent de Lavoisier con lo scopo di misurare il volume del gas di città (o gas illuminante), cioè una miscela gassosa che include tra gli altri metano, monossido di carbonio, propano, butano e acetilene.
Col tempo i gasometri sono perlopiù caduti in disuso: persa la funzione di infrastruttura energetica, sono diventati dei monumenti di archeologia industriale. In passato infatti i gasometri venivano utilizzati per accumulare il gas di città, che in un primo periodo veniva prodotto prima per gassificazione del carbone e successivamente tramite cracking del petrolio. Questo gas veniva utilizzato sia per usi domestici, sia per l'illuminazione pubblica delle strade. Con la diffusione del gas metano l'utilizzo del gas di città è via via scomparso e così anche i gasometri hanno perso il loro ruolo. Queste strutture venivano utilizzate anche in ambito industriale in molti impianti tra cui le acciaierie, come per esempio quello nell’ex impianto di Cornigliano, ormai abbattuto, e quello dell'acciaieria di Taranto.
Il gasometro ha funzione di contenitore a pressione costante: non è quindi in grado di ospitare grandi quantità di gas, nonostante le dimensioni spesso ragguardevoli, e non si presta quindi a un uso come serbatoio per lo stoccaggio a lungo termine di gas. La sua funzione è la regolazione a breve termine tra produzione e consumo e immagazzinamento di gas, permettendo di rispondere ai picchi di richiesta, di sopperire a uno stop di produzione o a una produzione di tipo ciclico.
Il volume del serbatoio si adatta alla quantità di gas immagazzinata e la pressione a cui il gas è sottoposto all'interno di esso deriva dal peso di un tetto mobile. Volumi tipici per gasometri di grandi dimensioni sono di 50.000 m³ circa, con un diametro della struttura di 60 m.
Il concetto ha poi trovato un’applicazione contemporanea nell'ambito degli impianti elettrici a biogas, con lo sviluppo dell'uso di gasometri, solitamente di piccole dimensioni, destinati allo stoccaggio di questo tipo di gas.

## Tipologia

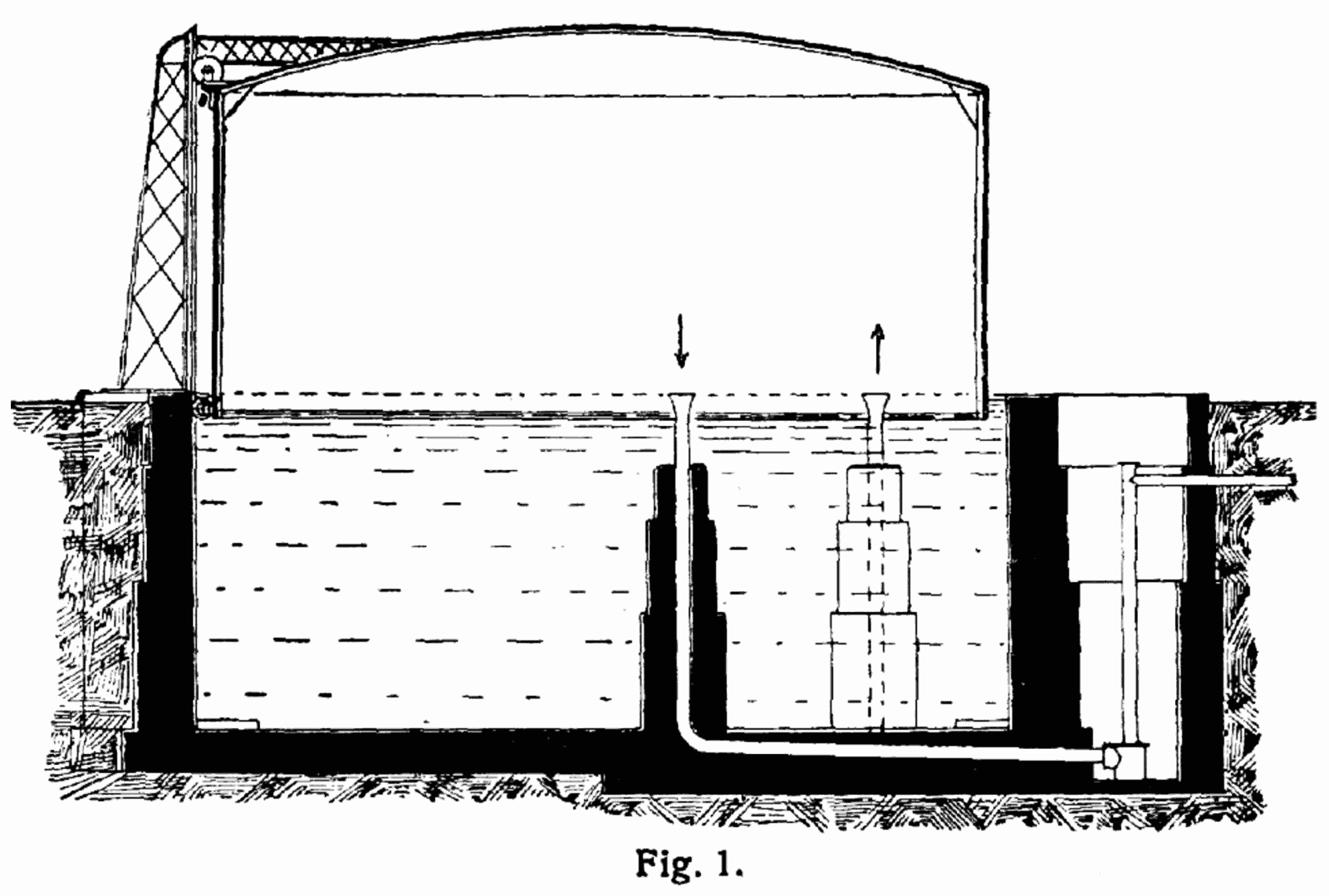
Schema di gasometro - 1, sono visibili i tubi di carico e scarico

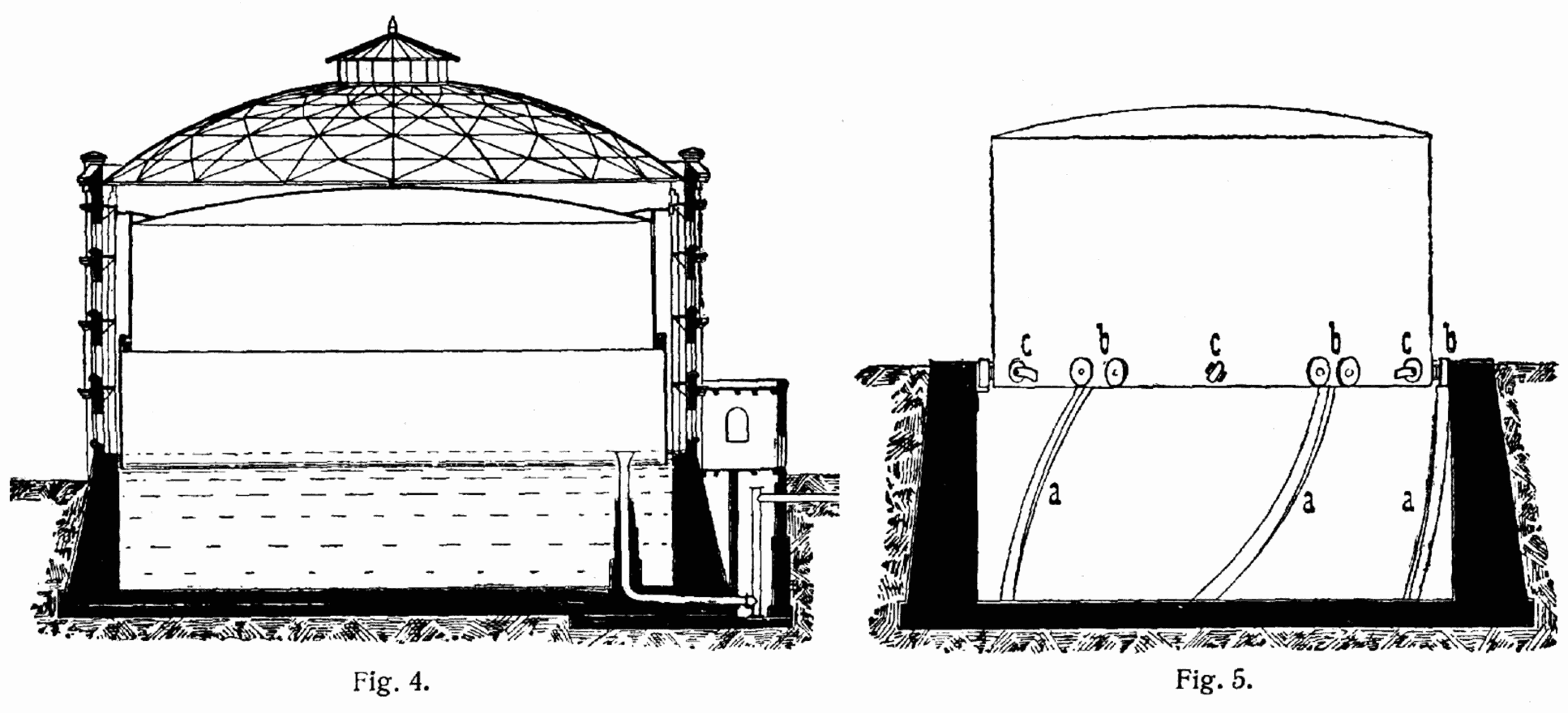
Schema di gasometro - 2, sono mostrate le guide elicoidali (a destra)

La costruzione dei gasometri storicamente può essere ricondotta a tre diversi tipi: a campana e a secco, più antiche, e a membrana, più recente.

### Gasometro a campana
Nel tipo a campana il gasometro è costituito da un contenitore cilindrico chiuso sulla faccia superiore e aperto su quella inferiore, il contenitore è libero di scorrere verticalmente e la porzione inferiore è immersa in una vasca d'acqua. Il serbatoio dunque galleggia sull'acqua ed emerge o affonda in base alla quantità di gas stoccata all'interno. La presenza di acqua impedisce al gas di uscire dal serbatoio e il gas stesso viene immesso e prelevato mediante tubi che emergono dall'acqua. Per aumentare la capacità del serbatoio senza dover realizzare vasche molto profonde si ricorre a campane telescopiche.
La campana necessita di una struttura esterna dotata di guide lungo le quali scorrere, tali guide servono ad assicurare che il movimento avvenga in modo verticale, quindi mantenendo il bordo inferiore orizzontale, sia contrastando gli effetti del vento sia evitando che la campana si "storca" e smetta di scorrere incastrandosi, rischio presente in misura maggiore nelle campane telescopiche.
Esistono due tipi di strutture esterne: quelle in muratura e quelle in acciaio. In genere le prime risalgono all'Ottocento mentre le seconde sono state costruite a partire dai primi anni del Novecento. Nei gasometri in muratura le guide in acciaio sono ancorate alla muratura che ha solo la funzione di involucro rigido a cui ancorare le guide stesse. Ne sono un esempio i gasometri di Vienna, oggetto di intervento di riuso negli anni 2000, in cui il paramento esterno è stato progettato e realizzato nell'ultimo decennio dell'Ottocento in muratura con mattoni faccia a vista con decorazioni, aperture e coperture che riprendevano le caratteristiche dell'edilizia residenziale viennese. I gasometri in acciaio invece si presentano solitamente come un reticolo di travi molto permeabile che permette di osservare la campana interna e, quando questa è quasi vuota, di guardare attraverso. I gasometri con struttura esterna a tralicci sono tipicamente della prima metà del Novecento, il movimento verticale delle campane avviene per scorrimento su apposite guide alloggiate direttamente nei montanti della struttura. Ne sono un esempio i due gasometri della Bovisa a Milano costruiti nel 1906 e nel 1930. Questo tipo viene spesso riconosciuto come scultura dell'era industriale, infatti alcune volte sono stati oggetto di valorizzazioni, come ad esempio la scenografica illuminazione dei tralicci in particolari occasioni a Roma e Milano.
L'evoluzione di questa tecnologia è rappresentata dai gasometri elicoidali, tipici della seconda metà del Novecento: non hanno struttura portante esterna, le campane sono autoportanti dotate di guide elicoidali che legano una porzione all'altra. Il movimento verticale delle campane è quindi accompagnato da una rotazione delle stesse attorno al proprio asse verticale; tale accorgimento è richiesto per impedire che le campane possano imbarcarsi e bloccarsi. Infatti la struttura autoportante non permette un collegamento assimilabile a un manicotto, cosa invece permessa dalle guide verticali esterne. Invece il movimento lungo le guide elicoidali obbliga la campana a muoversi con un avvitamento che garantisce lo spostamento sempre perfettamente verticale. Questi gasometri, non avendo struttura esterna, una volta vuoti si impacchettano scomparendo nel volume della vasca d'acqua. Un esempio di questo tipo è il "gasometro rosso" in Bovisa costruito nel 1953 e attualmente demolito.

### Gasometro a secco
Nel tipo a secco il gasometro è dotato di un involucro cilindrico chiuso sul lato inferiore e aperto su quello superiore, il volume è delimitato da un coperchio mobile che scorre verticalmente dentro all'involucro. Il contenitore è solitamente realizzato in lamiera chiodata o saldata.

### Gasometro a membrana
Vi sono poi tipi di gasometri recenti, per lo più di piccole dimensioni, basati su membrane saldate a formare una sorta di camera d'aria di varie forme. La tecnica costruttiva può variare in base alla forma e alle dimensioni. L'evoluzione diretta del gasometro a secco è rappresentata da un gasometro avente una porzione cilindrica, generalmente di metallo, sulla cui sommità è posta una membrana a forma di parte di sfera; questa membrana rappresenta l'evoluzione del coperchio mobile che richiedeva sofisticati sistemi di tenuta da mantenere sempre ben lubrificati e in piena efficienza. Analogamente al suo predecessore, anche in questo caso è il coperchio a determinare la pressione, funzione del peso della membrana. Un secondo tipo è quello a sacco sospeso: generalmente di forma cilindrica, è concettualmente molto simile al precedente solo che, invece di avere solo la parte superiore costituita da una membrana, è un sacco chiuso mantenuto sospeso ad una struttura portante esterna della stessa forma del sacco, per esempio un cilindro metallico. Il sacco si gonfia man mano che viene immesso il gas e anche in questo caso il peso della membrana stessa determina la pressione del gas. Un terzo tipo di gasometri a membrana è quello dei gasometri pneumatici: in questo caso vi è una membrana esterna, generalmente a forma semicilindrica o di parte di sfera, mantenuta in pressione con aria. Entro la membrana è disposta una seconda membrana che ospita il gas e che si gonfia o si sgonfia in base a quanto gas è presente. In questo tipo di gasometro il gas è mantenuto a una pressione che dipende dalla pressione di compensazione che mantiene gonfia la membrana esterna. Il volume variabile della membrana con il gas in questo caso è ottenuto variando la quantità di aria presente tra le due membrane.

## Nelle arti visive
La forma futuristica di tali strutture fornì ispirazione al pittore Mario Sironi che nel 1943 realizzò un quadro intitolato Il gasometro.

## Galleria d'immagini

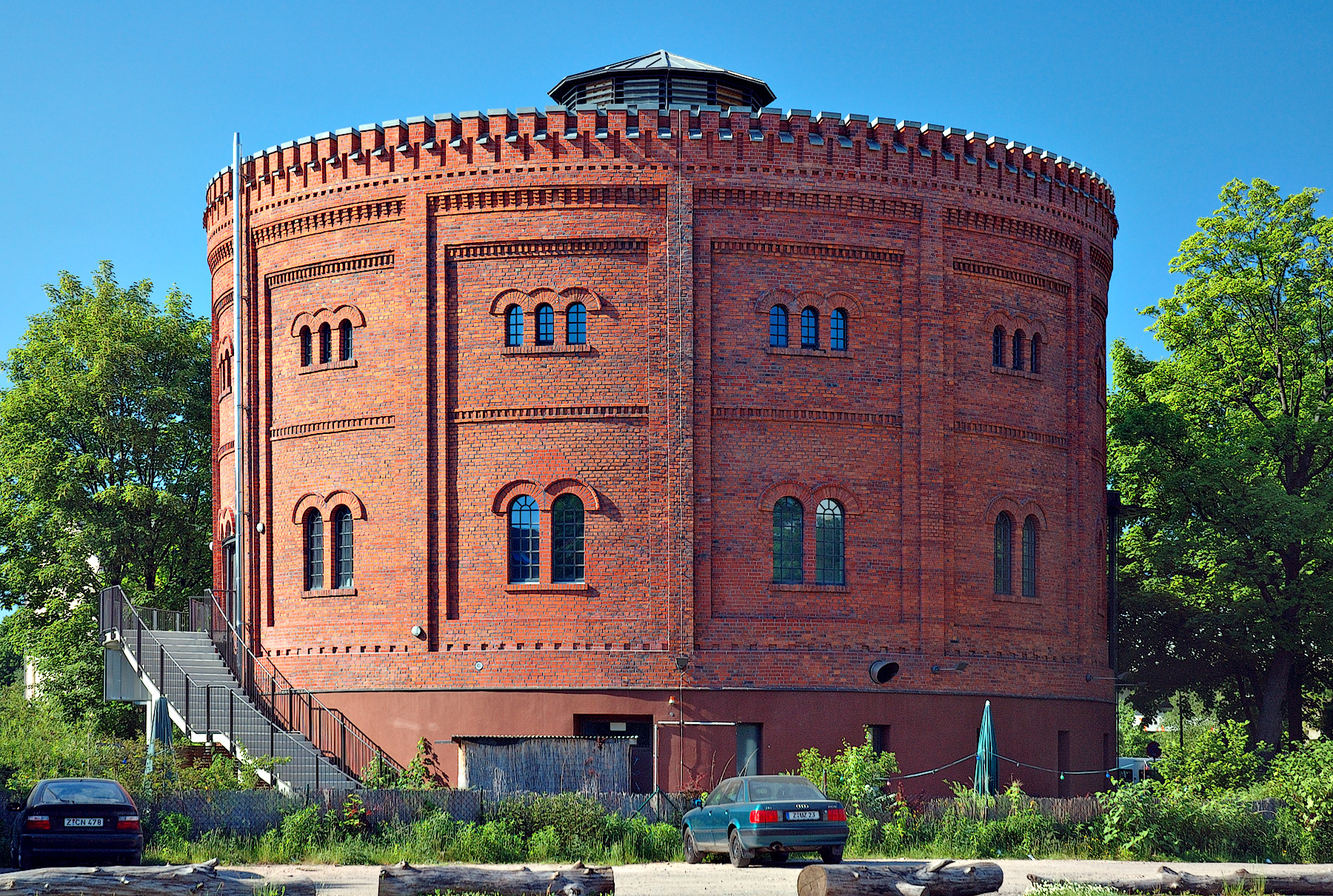
Il vecchio gasometro di Zwickau
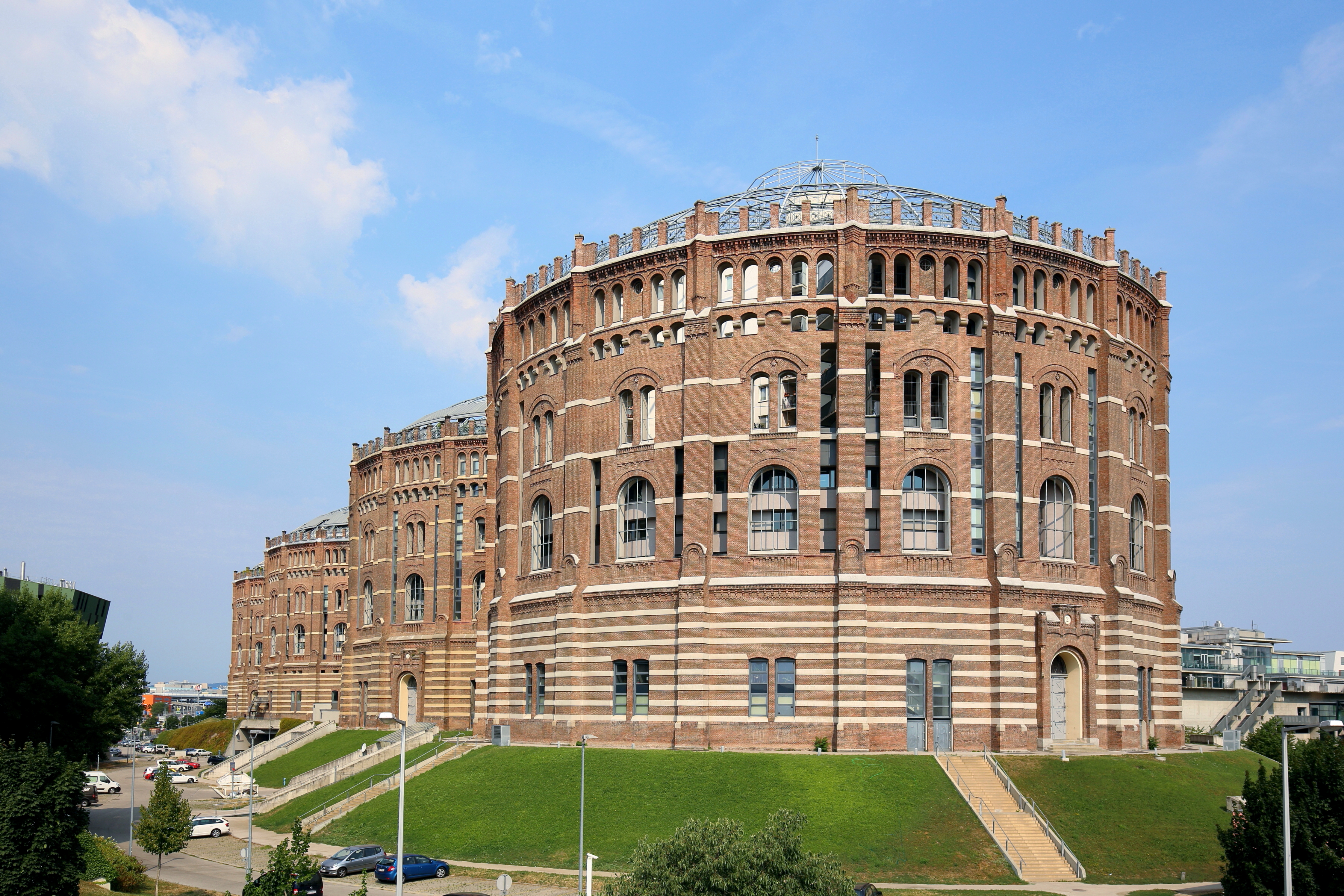
Gasometro di Vienna
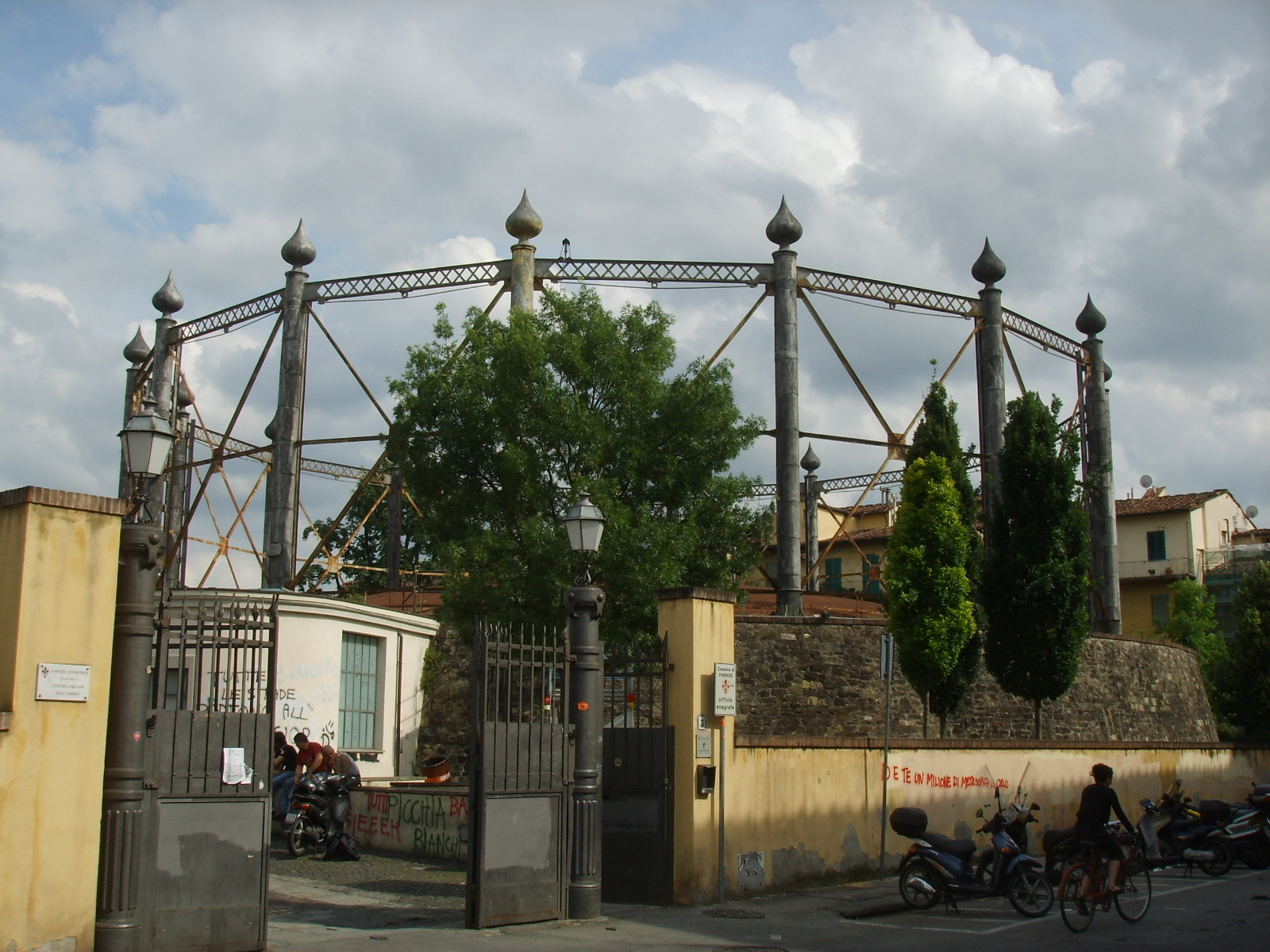
Gasometro di Firenze
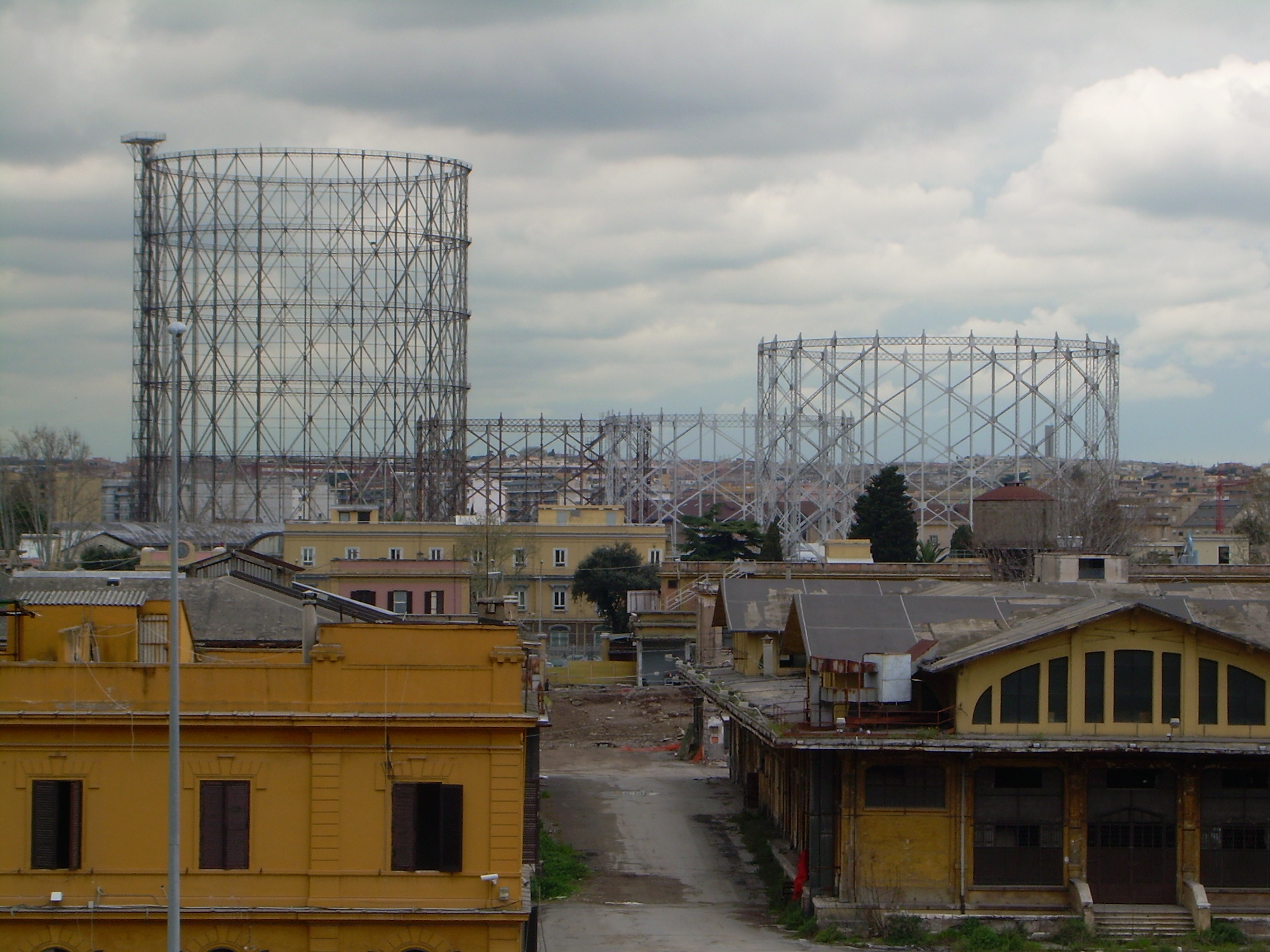
I gasometri di Roma: le quattro strutture risalenti agli inizi del Novecento ormai non sono più utilizzate e rappresentano un monumento del passato della città
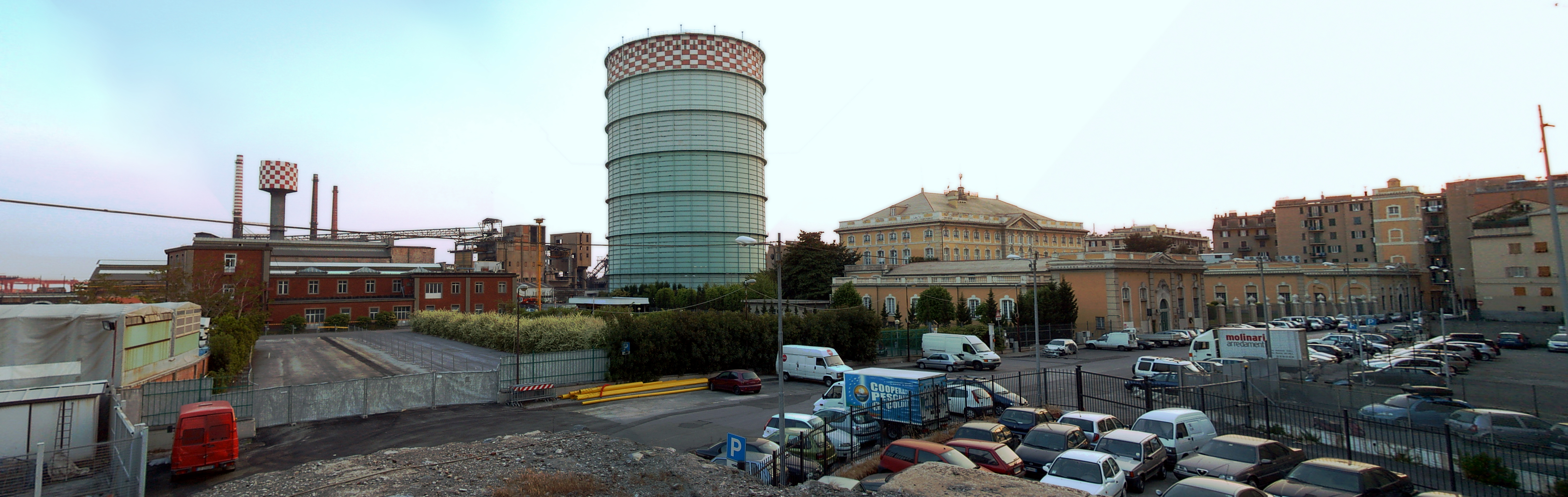
Il gasometro dell'ex acciaieria di Cornigliano: con la dismissione dell'acciaieria e la sua conseguente riconversione questa struttura è stata demolita
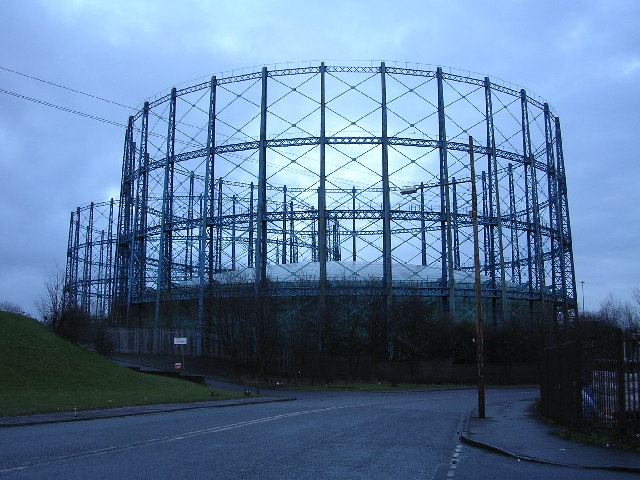
Due gasometri nella città di Glasgow della Provan gas works
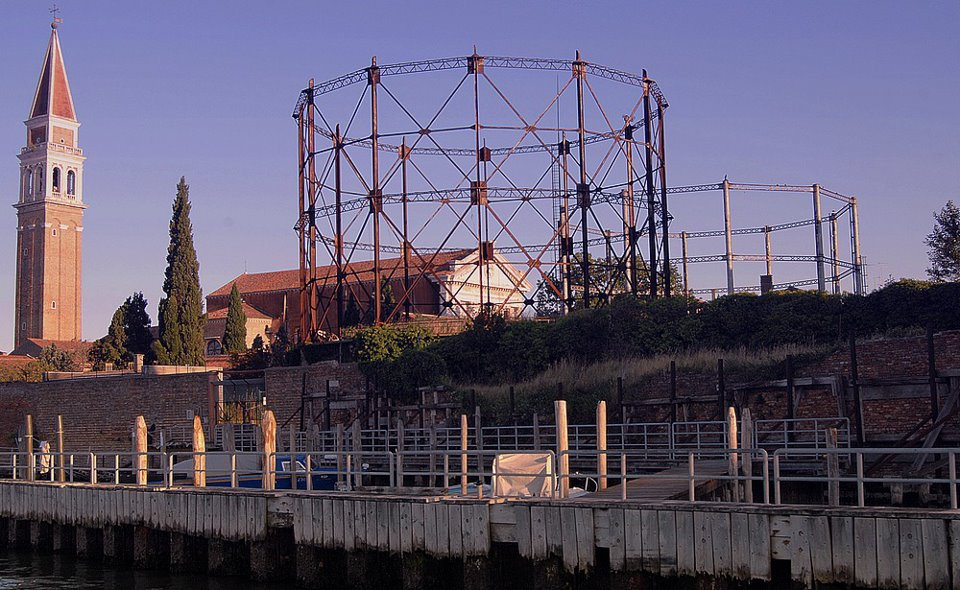
Gasometri a Venezia
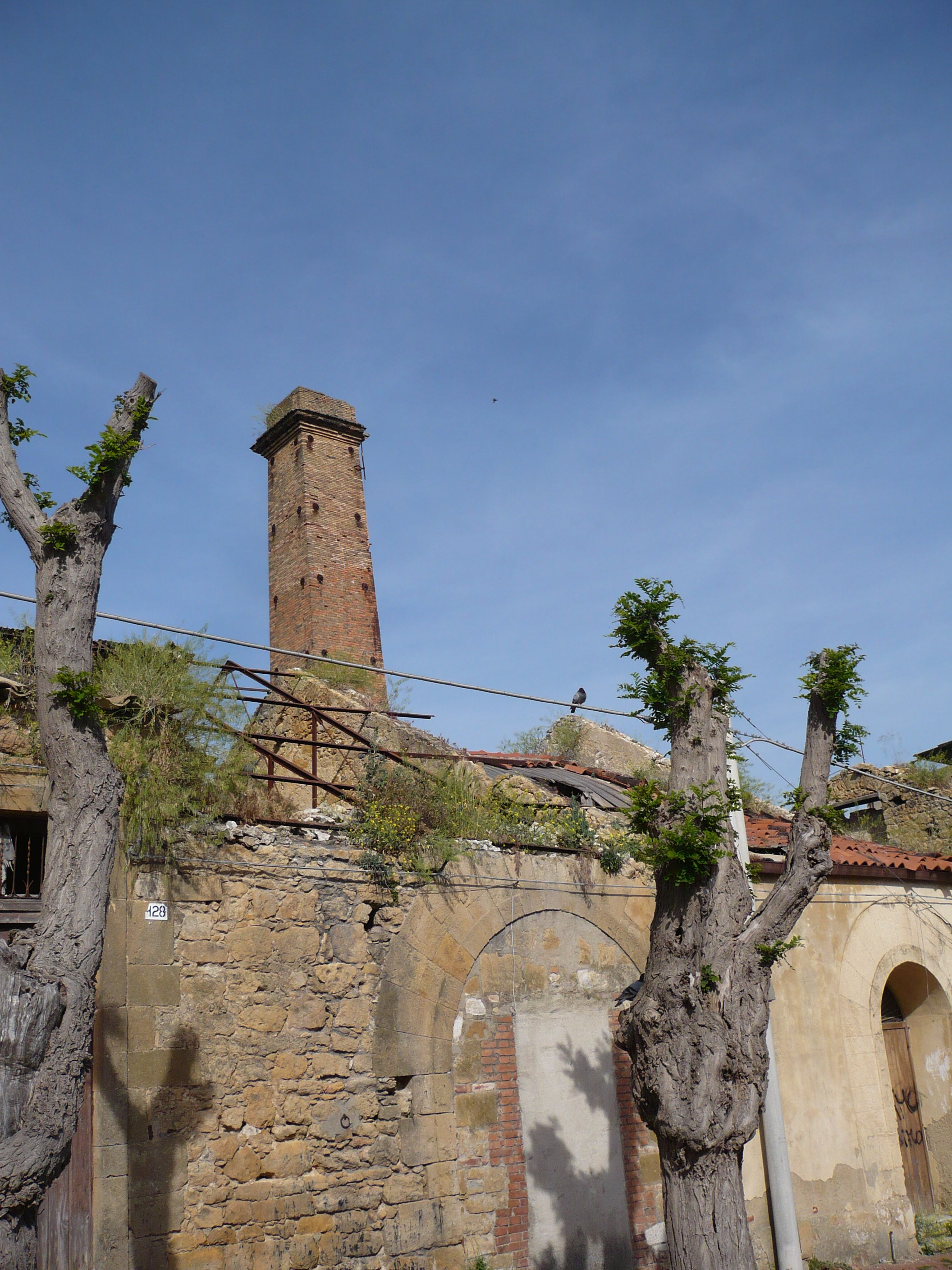
Ruderi del gasometro, del 1867, di Caltanissetta
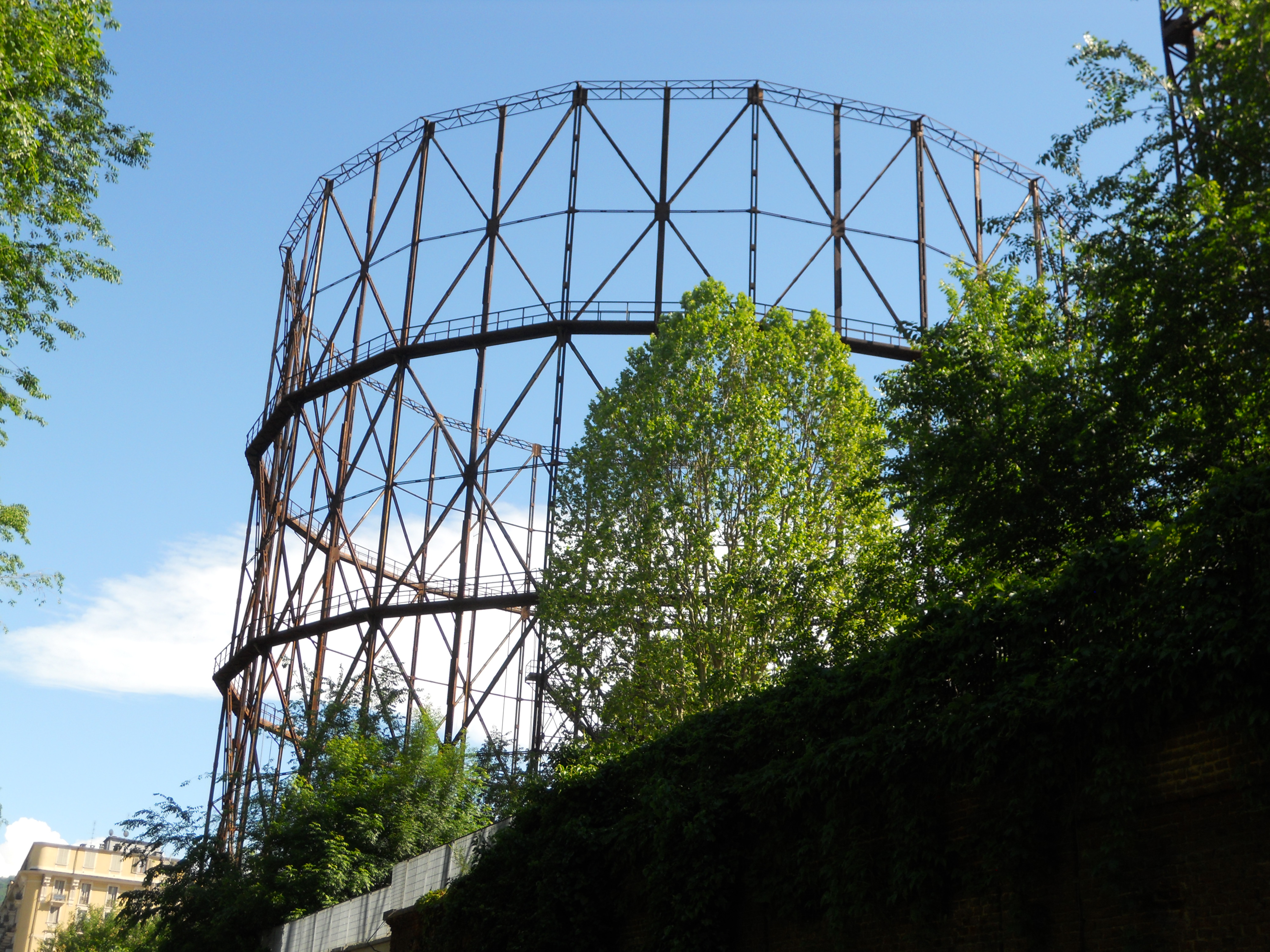
Gasometro in zona Vanchiglietta, a Torino
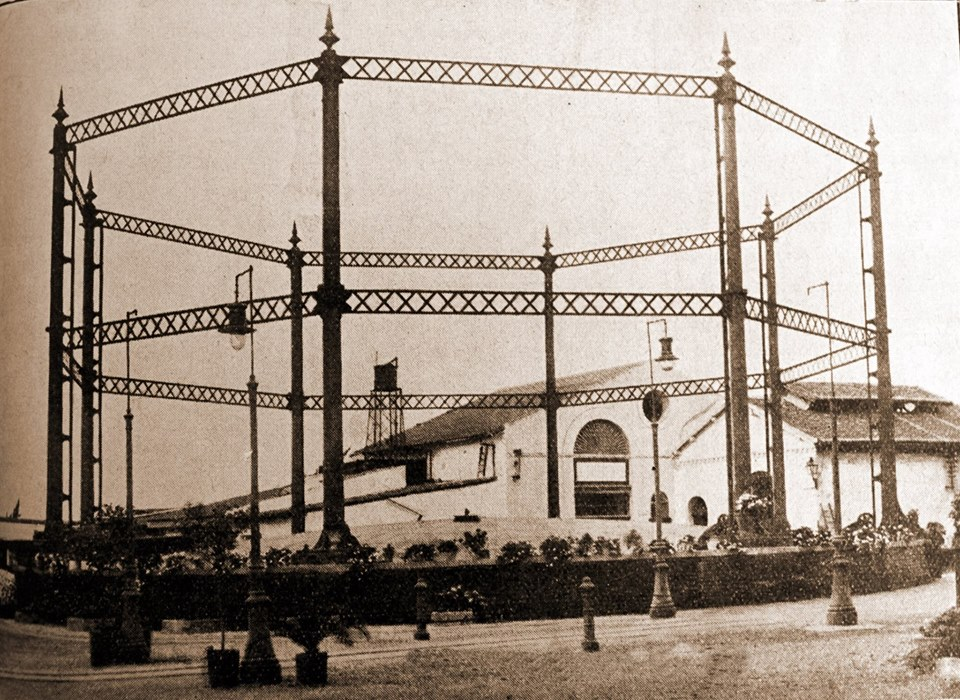
Gasometro di Messina (oggi non più esistente)
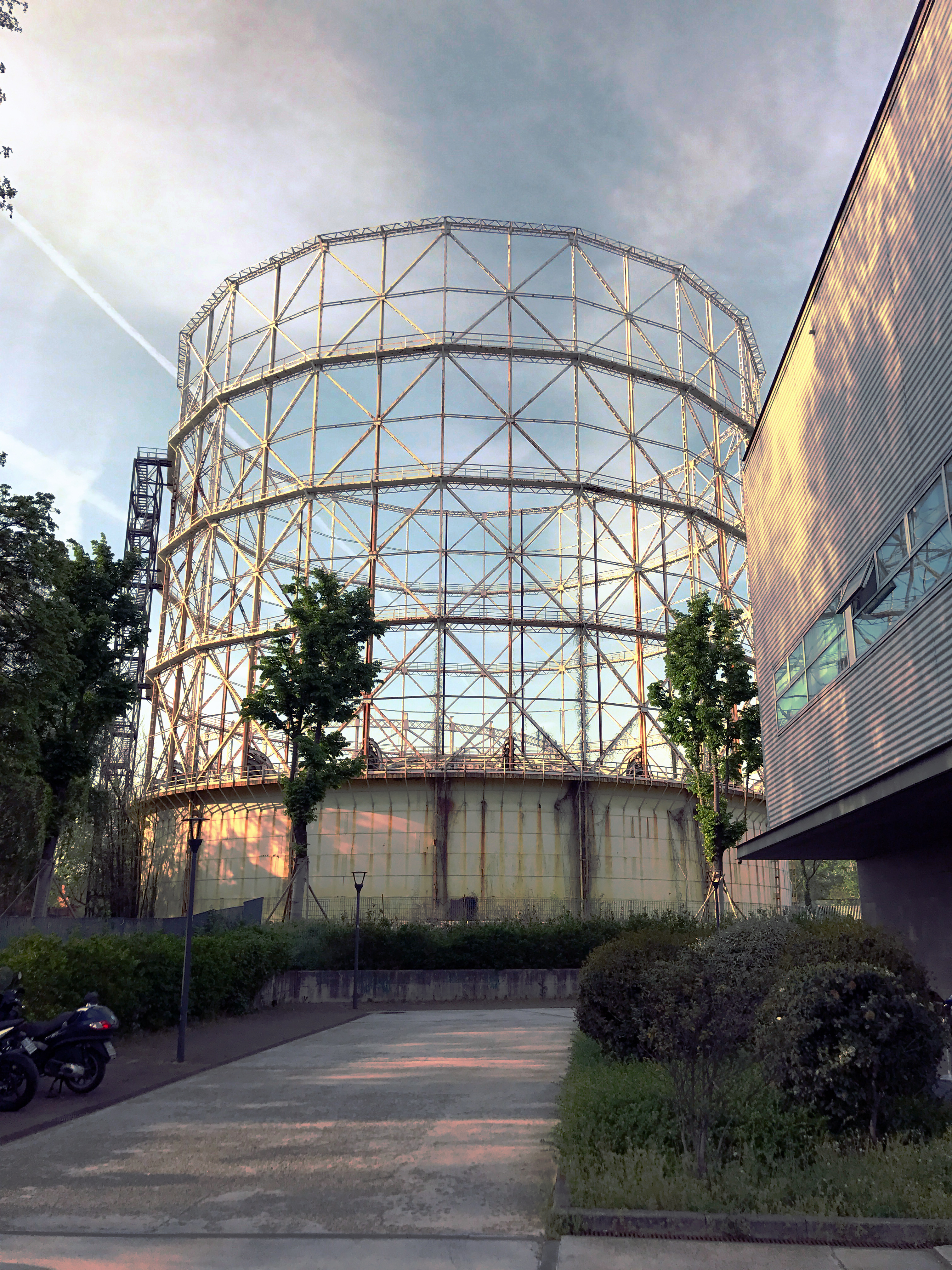
Gasometro a Milano, zona Bovisa